# Cuzcozanger
De cuzcozanger (Myiothlypis chrysogaster; synoniem: Basileuterus chrysogaster) is een zangvogel uit de familie Parulidae (Amerikaanse zangers).

## Verspreiding en leefgebied
Deze soort is endemisch in Peru.